# تشارلز توبياس
تشارلز توبياس (بالإنجليزية: Charles Tobias)‏ هو ملحن وكاتب أغاني أمريكي، ولد في 15 أغسطس 1898 في نيويورك في الولايات المتحدة، وتوفي في 7 يوليو 1970 في مانهاست في الولايات المتحدة.

## وصلات خارجية
- تشارلز توبياس على موقع IMDb (الإنجليزية)
- تشارلز توبياس على موقع ميوزك برينز (الإنجليزية)
- تشارلز توبياس على موقع قاعدة بيانات برودواي على الإنترنت (الإنجليزية)
- تشارلز توبياس على موقع قاعدة بيانات برودواي على الإنترنت (الإنجليزية)
- تشارلز توبياس على موقع أول ميوزيك (الإنجليزية)
- تشارلز توبياس على موقع ديسكوغز (الإنجليزية)
- تشارلز توبياس على موقع قاعدة بيانات الفيلم (الإنجليزية)